# Charles Mingus

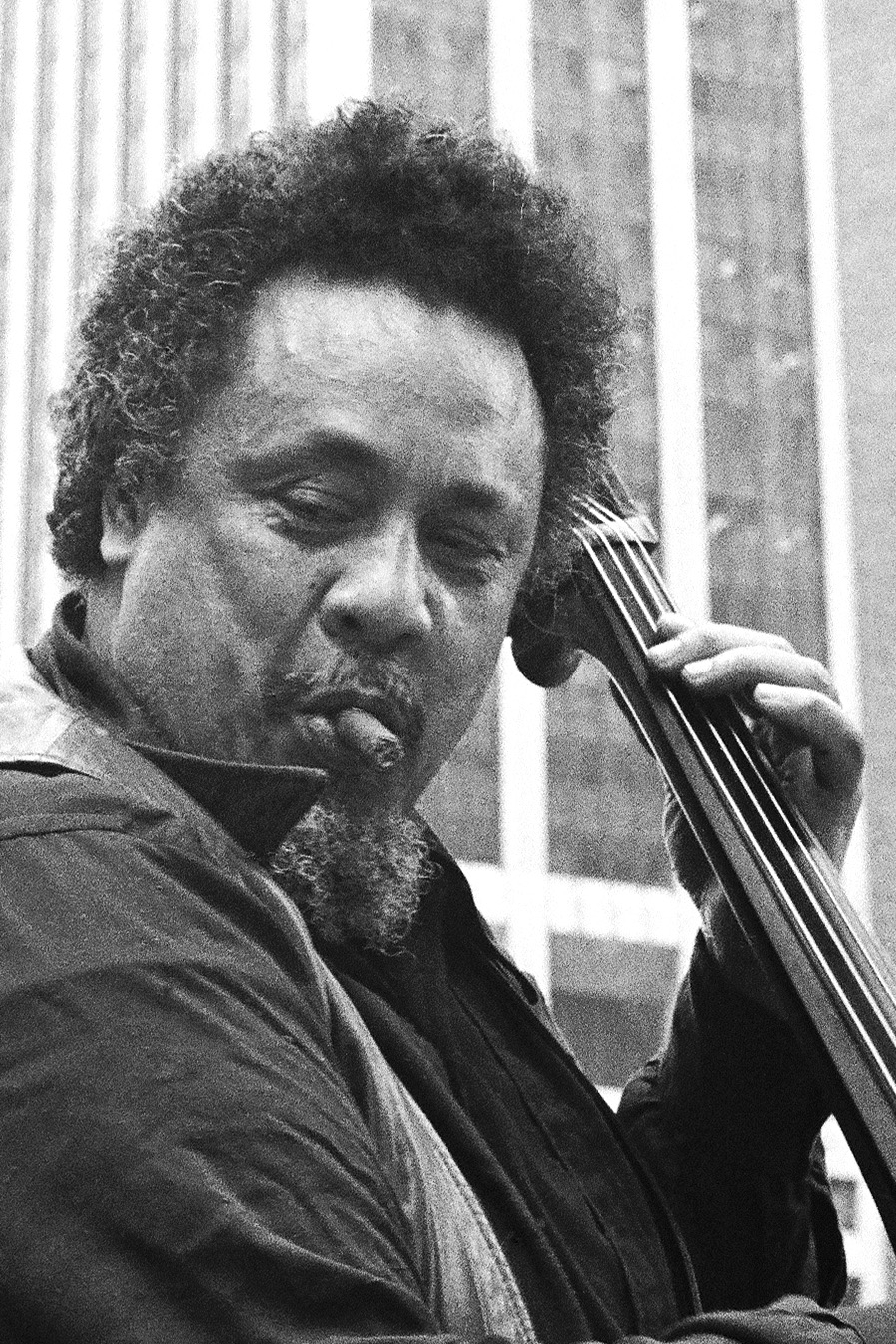
Charles Mingus 1976 in Manhattan

Charles Mingus (* 22. April 1922 in Nogales, Arizona; † 5. Januar 1979 in Cuernavaca, Mexiko) war ein US-amerikanischer Jazz-Kontrabassist sowie Bandleader. Mingus gehört zu den bedeutendsten Bassisten und Komponisten des modernen Jazz.
Seine Kompositionen basierten auf dem Hard Bop, waren aber beeinflusst von Gospel, Third Stream, Free Jazz und klassischer Musik. Er nannte einmal die Kirche und Duke Ellington als prägende Vorbilder für seine Musik. Mingus legte bei seinen Bands Wert auf die kollektive Improvisation. Er heuerte talentierte und manchmal wenig bekannte Musiker an, um teilweise unkonventionelle Instrumental-Konfigurationen zusammenzustellen. Mingus galt als ein Pionier der Kontrabass-Technik und einer der fähigsten Spieler dieses Instruments.
Mingus prägte den modernen Jazz maßgeblich mit seinem einzigartigen Stil und seiner innovativen Herangehensweise. Er war bekannt für seine kraftvollen und expressiven Kompositionen, die Elemente des Swing, Bebop, Hardbop und Avantgarde-Jazz vereinten. Seine Musik war geprägt von einer starken emotionalen Intensität, komplexen Arrangements und improvisatorischer Freiheit.

## Leben
Charles Mingus wurde in der Grenzstadt Nogales geboren, wo sein Vater als Staff Sergeant der US-Army diente. Wegen der schweren Krankheit seiner Mutter Harriett Sophia Mingus-Philips – sie starb am 3. Oktober 1922 an chronischer Herzmuskelentzündung – zog die Familie nach Los Angeles. Die Wurzeln der Familie sind verzweigt: Mingus’ Mutter wurde als Tochter eines Engländers und einer Chinesin 1888 in Texas geboren; sein Vater Charles, 1877 in North Carolina geboren, entstammte der flüchtigen Verbindung eines schwarzen Farmarbeiters mit einer Schwedin. Charles Senior war zunächst Postangestellter und trat 1915 in die Armee ein. Charles Mingus junior war wie sein Vater relativ hellhäutig und sollte später als „Mischling“ besonders sensibel auf die bis in die 1960er Jahre virulenten Rassenkonflikte reagieren.
Infolge des frühen Verlustes seiner Mutter wuchs er ziemlich vernachlässigt in Watts, einem afroamerikanisch geprägten Vorort von Los Angeles, auf. Er lebte dort mit seinem Vater, seinen Schwestern Grace und Vivian und seiner Stiefmutter „Mamie“ Carson, einer Halbindianerin aus South Carolina, die den jungen Charles stark beeinflusste und auch ihre Vorliebe (neben der für Eiscreme) für klassische Musik auf ihn übertrug. Als Sechsjähriger versuchte er sich zunächst an der Posaune und der Flöte.
Nachdem er als Neunjähriger im Radio Duke Ellingtons East St. Louis Toodle-Oo gehört hatte, begann er Cello zu lernen. Da der Haushalt auch ein Klavier hatte und seine Schwester Unterricht nahm, war er auch mit diesem Instrument vertraut. Mit der Stiefmutter besuchte er die ekstatischen Gospel-Gottesdienste der Holiness Church, die ihn tief beeindruckten. Schließlich lernte er den zwei Jahre älteren, späteren Jazzposaunisten Britt Woodman kennen, der ihn zu einem Konzert des Duke Ellington Orchestra mitnahm. Mingus wurde am Cello in dieser Zeit von einem Hobbymusiker unterrichtet, der ihm weder Fingersätze noch das Notenlesen beibrachte, sondern ihn hauptsächlich nach Gehör und Gefühl spielen ließ. Dennoch entwickelte Charles eine solche Fertigkeit, dass er mit seinen Schwestern im Trio klassische Musik spielen und in dem Orchester Los Angeles Junior Philharmonic mitwirken konnte. Als Halbwüchsiger entwickelte er eine Identität als „stolzer Schwarzer“. Gleichzeitig interessierte er sich für „weiße“ Musik, hörte Richard Strauss, Debussy und Ravel.
Sein Freund Buddy Collette wies ihn 1938 darauf hin, dass die Schulband keinen Cellisten, sondern einen Bassisten brauchte und vermittelte ihm Unterricht bei Red Callender; außerdem nahm Mingus Klavierstunden und bildete sich in Musiktheorie, insbesondere Harmonielehre, weiter. In diese Zeit fällt die Entstehung des Gedichts The Chill of Death, das er damals auch vertonte, sowie der Komposition Half-Mast Inhibition. Den Sommer 1939 verbrachte er in San Francisco, wo er den Maler Farwell Taylor kennenlernte, dem er später sein Far Wells Mill Valley widmen sollte; dieser machte ihn mit Karma Yoga vertraut und ermutigte ihn, auch als Komponist zu arbeiten. 1940, in seinem letzten Schuljahr, trat Mingus mit der Al Adams Band auf, in der damals auch Dexter Gordon, Chico Hamilton, Jack Kelso und Ernie Royal spielten. Als Solist eiferte er dem Ellington-Bassisten Jimmy Blanton nach. Mingus’ Vater wollte, dass Charlie in den Postdienst einträte; um dem zu entgehen, gab der Junior vor, die Aufnahmeprüfung nicht bestanden zu haben. Er schlug sich dann als Musiker durch. Am 20. August 1941 hatte er in Los Angeles mit Barney Bigard einen Auftritt, der ihm eine erste Zeitungsnotiz einbrachte.
Ab 1942 nahm er stundenweise Unterricht bei dem ehemaligen ersten Bassisten der New Yorker Philharmoniker Hermann Rheinshagen. Mingus entwickelte sich schnell zu einem Top-Bassisten und spielte Anfang der 1940er Jahre zunächst mit lokalen Bands, die auch durchreisenden Musikern wie Roy Eldridge als Begleitung dienten. Lloyd Reese unterrichtete ihn in den Grundlagen der Harmonielehre. Mingus schrieb erste Stücke und auch Kompositionsteile für Dimitri Tiomkin. 1944 heiratete er Camilla Jeanne Gross, die Ehe hielt bis 1947.
Nach dem Wechsel von der Westküste nach New York City heiratete er am 2. April 1951 Celia Nielson, die bis 1958 bei ihm blieb. Nach der Trennung erkrankte er an Depressionen, woraufhin er sich vorübergehend ins Bellevue Hospital einliefern ließ. Mingus zog zu Beginn des Jahres 1960 mit seiner neuen Lebensgefährtin Judy Starkey nach Harlem. 1965 lernte er seine spätere dritte Frau, Sue Graham Ungaro, kennen. Wegen seiner Erkrankung an der unheilbaren Amyotrophen Lateralsklerose suchte er eine Wunderheilerin in Mexiko auf, doch hatte sie keinen Erfolg. Mingus starb im Alter von 56 Jahren an einem Herzinfarkt. Nach seinem Tod in Mexiko streute seine Witwe seine Asche später in den Ganges (Indien).
Mingus war Vater von fünf Kindern. Sein ältester Sohn Charles Mingus III (* 12. September 1944) ist bildender Künstler, sein jüngster Sohn Eric Dolphy Mingus (* 8. Juli 1964) arbeitet als Sänger. Dazwischen kamen seine Söhne Eugene (* 1946) und Dorian (* 30. Dezember 1957) sowie seine einzige Tochter „Keiki“ Carolyn (* 1961) zur Welt. Der Jazzbassist Kevin Ellington Mingus (* 1976) ist sein Enkelsohn.

## Musikalischer Werdegang

### Anfänge in Los Angeles (1942–1950)
Ab 1940 hatte Mingus gelegentliche Engagements bei Lee Young, einmal jammte er auch mit Art Tatum. 1942 war er für kurze Zeit in der Band von Louis Armstrong. Er spielte auch mit Illinois Jacquet, während er sich am Los Angeles City College musikalisch weiterbildete. 1944 arbeitete er in Long Beach mit dem Trio Strings and Keys. 1945/46 machte sich Mingus vor allem als Studiomusiker einen Namen, u. a. bei Aufnahmen von Dinah Washington und der All-Star Band von Lucky Thompson. 1945 kam es zu ersten Aufnahmen unter seinem eigenen Namen. Mingus nahm auch vorübergehend einen Job bei der Post in San Francisco an.
1947 kehrte er nach Los Angeles zurück und versuchte seine Komposition The Chill of Death unterzubringen. Fast das ganze Jahr 1947 und Anfang 1948 spielte er bei Lionel Hampton, für den er auch arrangierte und mit dem er seine Komposition Mingus Fingus einspielte. „Ich hoffe, es wird für einen Musiker nicht länger notwendig sein, auf einem Schlagzeug auf und ab zu springen oder auf der Bühne zu tanzen, um auf sein Talent aufmerksam zu machen“, beklagte er sich in einem Leserbrief an den Down Beat über diese Zeit. In jener Zeit bei Hampton kam es auch zu Begegnungen mit Billie Holiday und Benny Goodman, die er an der Ostküste begleitete.
Anschließend spielte er mit Red Callender im Pastel Sextet und als Baron Mingus mit eigenen Bands. Außerdem arbeitete er mit Billie Holiday, für die er die Komposition Eclipse schrieb. 1949 entstanden Aufnahmen von Baron Mingus and his Rhythm, die aber national nicht in den Vertrieb kamen. Da er nicht von der Musik leben konnte, arbeitete er wieder bei der Post, dieses Mal in einer Vollzeitstellung. Ab Frühjahr 1950 spielte er im ökonomisch erfolgreichen Trio von Red Norvo mit dem Gitarristen Tal Farlow. (Die Einspielungen aus drei Aufnahmesitzungen 1950/51 in Hollywood und Chicago wurden später auf dem Savoy-Album Move! zusammengefasst.) Im März 1951 trat das Trio in San Francisco drei Wochen im Black Hawk auf. Bei Fernsehaufnahmen des Trios sollte Mingus wegen seiner Hautfarbe nicht mitwirken. Als Norvo ihn für eine Fernsehsendung in New York gegen einen weißen Bassisten austauschte, stieg er aus dem Trio aus.

### Eigene Bands und eigenes Label in New York (1951–1955)
1951 kam es zur Zusammenarbeit mit Miles Davis und Charlie Parker, die er 1946 in Los Angeles kennengelernt hatte – mit Davis war er damals eng befreundet. 1951 entstanden Duo-Aufnahmen mit dem Pianisten Spaulding Givens. Im Januar 1953 arbeitete er kurzzeitig bei Duke Ellington, der ihm nach einem heftigen Streit mit Juan Tizol die Kündigung als die bequemere Lösung nahelegte; denn das Problem Tizol sei ihm bekannt und damit werde er fertig, so Ellington, Mingus aber scheine einen ganzen Sack voll neuer Macken mitzubringen.
1952 gründete Mingus zusammen mit Max Roach das erste Label der 1950er Jahre im Eigentum von Musikern, Debut Records. Das Management der Plattenfirma übernahm dabei seine Frau Celia. Auf Debut spielte er mit verschiedenen Bands, u. a. mit Paul Bley, Hazel Scott, J. J. Johnson, Kai Winding, Lee Konitz sowie dem Sänger Jackie Paris und seinen verschiedenen, ab 1953 gebildeten Jazz-Workshop-Formationen. Nachdem er in den 1940er Jahren den Bebop gemieden hatte, organisierte er 1953 in Toronto mit Charlie Parker, Dizzy Gillespie, Bud Powell und Max Roach das legendäre „Massey-Hall-Konzert“, das ebenfalls auf Debut erschienen ist. Aufgrund verschiedener Schwierigkeiten (Vertriebsprobleme, Meinungsverschiedenheiten zwischen Mingus und Roach – und vor allem Nachforderungen der AFM, der US-amerikanischen Musikergewerkschaft, an die Mingus versäumt hatte, Abgaben zu leisten) stellte Debut Ende 1957 die Produktion von Schallplatten ein.
1954 entstanden Sextett-Aufnahmen für Savoy mit dem Jazz Composers Workshop, an dem u. a. John LaPorta, Teo Macero und Mal Waldron mitwirkten. Zu seinem Stück Gregorian Chant meinte er: „In diesem Stück werden wir keine Changes spielen, sondern nur Stimmungen.“ Die Formation trat unter dem Motto Developments in Modern Jazz auch in der Carnegie Recital Hall auf. 1955 arbeitete Mingus auch als Sideman bei Aufnahmen von Teddy Charles, Miles Davis (Blue Moods), Thad Jones und Little Jimmy Scott.

### Das Entstehen des Mingus-Sounds (1955–1960)
Mit seiner neuen Formation, die er auf dem Newport Jazz Festival vorstellte, entwickelte Mingus das für seine künftige Arbeit entscheidende Konzept: Die Musiker sollten sämtliche Stücke ohne Noten, ausschließlich durch Zuhören und Memorieren lernen. Später veränderte Mingus sein Bandkonzept und suchte nach ausgeprägten Individualisten. Sein Auftritt im Dezember im Café Bohemia wurde mitgeschnitten – in der Mingus-Band spielten nun der Posaunist Eddie Bert, der Tenorsaxophonist George Barrow, der Pianist Mal Waldron und auch Max Roach. Anfang 1956 erweiterte Mingus sein Bandkonzept und nahm mit Jackie McLean und J. R. Monterose die LP Pithecanthropus Erectus auf. Dessen Titelstück war sein erstes Experiment mit der „großen Form“, einer mehrteiligen Komposition mit zwei modalen Sequenzen. In den folgenden Jahren erlebte die Band – bedingt durch seine cholerischen Ausbrüche – zahlreiche Umbesetzungen. In der zweiten Hälfte der 1950er Jahre spielten dort u. a. Bill Evans, Shafi Hadi, Jimmy Knepper und Dannie Richmond. Durch sein barsches Benehmen handelte er sich auch einen schlechten Ruf bei den Clubbesitzern ein und galt als schlecht vermittelbar. 1957 nahm er das von mexikanischen Mariachi-Klängen beeinflusste Album Tijuana Moods auf, das RCA Victor jedoch erst 1962 veröffentlichte. 1958 war Mingus eher unterbeschäftigt; in diesem Jahr erschienen seine Alben The Clown und East Coasting. Allerdings hatte Mingus kaum Auftrittsmöglichkeiten, da ihm – u. a. wegen seiner Übergriffe auf Musiker und seiner Publikumsbeschimpfungen – Agenturen und Plattenfirmen Schwierigkeiten machten. Im März 1958 ging Mingus mit dem Dichter Langston Hughes und dem Horace-Parlan-Quintett ins Studio und arbeitete am Soundtrack des Films Shadows von John Cassavetes. Erst im November präsentierte er im Half Note Cafe eine neue Formation, mit der er im Januar 1959 für United Artists die LP Jazz Portraits – Mingus In Wonderland aufnehmen sollte. 1959 wurde zu seinem produktivsten Jahr; nach Blues and Roots nahm er für Columbia die legendären Alben Mingus Ah Um und Mingus Dynasty mit so wichtigen Kompositionen wie Fables of Faubus, Goodbye Pork Pie Hat und Better Git It in Your Soul auf. Wichtige Neuzugänge in dieser Zeit waren der Multiinstrumentalist Eric Dolphy und der junge Trompeter Ted Curson.

### Die 1960er Jahre
1960 erregte er Aufmerksamkeit, als er mit Max Roach, Clark Terry, Ornette Coleman und anderen gleichzeitig an demselben Ort aus Protest gegen die Kommerzialisierung des Hauptfestivals ein Gegenfestival (The Newport Rebels) zu Newport organisierte. Im gleichen Jahr wurde er auf das (erste) Festival von Antibes (Jazz à Juan) eingeladen. Seine Plattenverkäufe zogen 1961 an. Zudem hatte er nun Copyright-Einkünfte, da Kompositionen wie Better Git It in Your Soul auch von anderen Musikern aufgeführt werden. Im November 1960 war er auf seinem Album Oh Yeah auch als Pianist und Sänger zu erleben, zu seinem Sextett gehörte auch der Multiinstrumentalist Roland Kirk.
Die Aufnahmen zu seiner großorchestralen Suite Epitaph 1962 konnten aufgrund unzureichender ökonomischer Bedingungen nur teilweise gelingen: Unter chaotischen Umständen fand das Town Hall Concert statt, wo Teile des Werks uraufgeführt wurden. Ende des Jahres 1962 trat er mit einem Tentett im Village Vanguard auf und erarbeitete das ambitionierte Werk The Black Saint and the Sinner Lady, dessen Aufnahmen unter Leitung von Bob Thiele im Januar 1963 begonnen wurden. Da Mingus unter Bewährungsauflagen stand – er hatte während der Vorbereitungen für das Town Hall Concert Jimmy Knepper einen Zahn ausgeschlagen –, kam er nur zu wenigen Auftritten. Er nahm daher im Juli 1963 eine Solo-Piano-LP auf (Mingus Plays Piano – Spontanous Compositions and Improvisations), ein weiteres Album für Impulse (Mingus Mingus Mingus Mingus Mingus) und überwarf sich schließlich mit der Leitung von ABC-Paramount.
Zu Beginn des Jahres 1964 konnte Mingus sein Tentett finanziell nicht halten, daher halbierte er es. Im April führte er seine erfolgreiche Europatournee 1964 mit einer ausgezeichnet besetzten Band durch, in der Johnny Coles, Clifford Jordan, der wieder zurückgekehrte Eric Dolphy, Jaki Byard und Dannie Richmond spielten. Am Ende der Tour verließ Dolphy die Band. Mit Lonnie Hillyer und Charles McPherson kehrte er dann in den Five Spot zurück. Er legte sich jedoch mit dem Publikum an, zerschlug das Inventar in Stücke und stürmte aus dem Club. Sein Auftritt auf dem Monterey Jazz Festival im September, dessen Höhepunkt eine Big-Band-Version seines Titels Meditations war, geriet dann zum Triumph.
1965 trat er mit neuen Kompositionen erneut in Monterey auf; man räumte ihm jedoch nicht genug Zeit ein. Eine Woche später präsentierte er das Programm an der UCLA in Los Angeles (Music Written for Monterey 1965, Not Heard... Played in Its Entirety at UCLA). Im Frühjahr 1966 arbeitete Mingus überhaupt nicht mehr. Eine lange erwartete Europatournee im Trio mit Sonny Rollins und Max Roach sagte er kurzfristig ab. Im November wurde er unter polizeilicher Gewalt gezwungen, wegen Mietrückständen sein Loft zu räumen. Diese Zwangsräumung, die Tom Reichman in einem Dokumentarfilm festhielt, warf Mingus vollends aus der Bahn. Zwar konnten seine Freunde wenigstens seine Instrumente auslösen, ein Großteil seiner Noten und Notizen ging dabei jedoch verloren. Hinzu kamen hohe Schulden aus einem katastrophal gescheiterten Schulprojekt, dessen langfristiger Mietvertrag auf ihm lastete, und wegen mehrerer Versuche, eigene Plattenfirmen zu gründen.
In den späten 1960er Jahren verschwand Mingus aufgrund psychischer Probleme aus der musikalischen Szene – zeitweise war er in einer psychiatrischen Klinik und nahm starke Beruhigungsmittel. Zeitlebens hat er seine Emotionen kaum kontrollieren können – nun irritierte er auch mit Auftritten, in denen er seinen Bass auf der Bühne zertrümmerte.

### Die 1970er Jahre

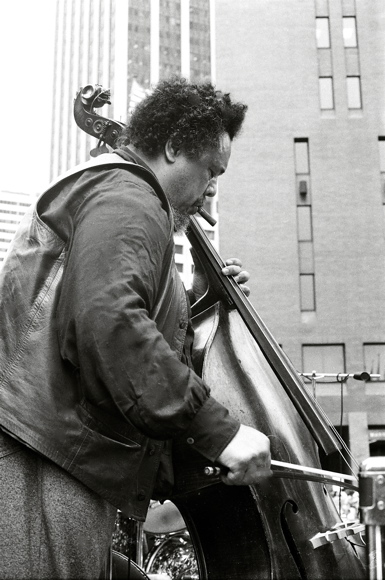
Charles Mingus (1976)

Abgesehen von Kooperationen mit dem Dichter Sayed Hussein trat er erst 1969 wieder auf; im Village Vanguard und im Village Gate stellte er seine neue Band aus Richmond, Bill Hardman, Charles McPherson und dem Tenoristen Billy Robinson vor. 1970 erwies ihm Duke Ellington auf seinem Jubiläumskonzert die Ehre, The Clown aufs Programm zu setzen, hoffte aber vergeblich, dass der anwesende Mingus dabei aus dem Publikum hervortreten würde. Im selben Jahr ging der Bassist mit seinem neuen Sextett auf eine Europatournee; dabei entstanden in Paris die Studioalben Pithycantropus Erectus und Blue Bird. 1971 erhielt Mingus ein Guggenheim-Stipendium, ging auf eine Japan-Tournee, spielte auf dem Newport Jazz Festival und produzierte mit Sy Johnson das Bigband-Album Let My Children Hear Music für Columbia. Im gleichen Jahr erschien seine stark surrealistisch-romanhafte Autobiographie Beneath The Underdog in Auszügen in der von Sue Mingus herausgegebenen Untergrund-Zeitschrift Changes.
1972 fand in der Avery Fisher Hall ein All-Star-Konzert statt; Mingus’ reguläre Band wurde unterstützt von Gaststars wie Lee Konitz, Gene Ammons, Dizzy Gillespie und Gerry Mulligan; die Aufnahmen erschienen auf dem Columbia-Doppelalbum Charles Mingus and Friends in Concert. 1973 kamen Don Pullen und George Adams in die Band; sie waren die „Eckpfeiler“ von Mingus’ letzter großer Formation. 1974 kam es zu einem umjubelten Konzert in der Carnegie Hall. Die letzten zwei Lebensjahre waren zunehmend überschattet von gesundheitlichen Problemen: Er litt an amyotropher Lateralsklerose, die zu einem Muskelschwund führte und ihn in den Rollstuhl zwang. 1978 war er nicht mehr in der Lage, selbst Bass zu spielen (Me Myself an Eye), und engagierte für die letzten Aufnahmen George Mraz und Eddie Gomez. Im April schrieb er noch vier Kompositionen für Joni Mitchell, die sie auf ihrem Album Mingus vorlegte. Im Juni 1978 wurde er noch im Rollstuhl von Jimmy Carter im Weißen Haus empfangen.

### Mingus’ Persönlichkeit
1959 beschimpfte er im Five Spot das Publikum, das sich während seines Auftritts angeregt unterhielt, als Bande von Knalltüten. Seine Impulsivität erschwerte es ihm immer wieder, seine ausgezeichneten Musiker zu halten: „Spiel selbst!“ brüllte er seinen Musikern und der Welt entgegen. Jimmy Knepper schlug er 1962 im Streit einen Zahn aus.
Auf der Europa-Tournee 1964 kam es wegen Mingus’ exzentrischen Auftretens beinahe zum Bruch mit Dolphy: Mingus schlug dem Veranstalter Ralf Schulte-Bahrenberg die Begrüßungsblumen um die Ohren, weil dieser nicht ihn, sondern Dolphy als Bandleader auf dem Konzertplakat abgebildet hatte. In Bremen beschimpfte er die Zuhörer als Nazis. Dolphy trat während des Konzerts vor, distanzierte sich von seinem Bandleader und schwor, nie wieder mit Mingus aufzutreten. Selbst sein langjähriger Drummer (seit 1957) und musikalischer Vertrauter Dannie Richmond verließ ihn Anfang der 1970er für knapp zwei Jahre, kehrte aber wieder zurück. Mingus war sich seiner Schwächen bewusst und bedauerte sein Handeln häufig im Nachhinein – seine (fiktive) Autobiographie beginnt so: „Mit anderen Worten: ich bin drei“: der kühle Beobachter, das „ängstliche Tier“, das um sich zu verteidigen angreift, und „das liebevolle, sanfte Wesen“, das ausgenutzt wird und dann (auch gegen sich selbst) zum Berserker wird.

### Leistungen
Mingus hatte auf dem Kontrabass einen kräftigen Klang und beherrschte auch das Spiel mit dem Bogen. „Wenn ich einmal wirklich spielen kann“, phantasierte er in seinen Anfangsjahren, „werden die Leute mich mit einem großen Bass sehen, aber wenn ich will, werden sie eine Bratsche hören, meine magische Viola, die so hoch wie eine Violine und so tief wie ein Bass spielt, sich von allen unklaren Untertönen befreit hat, und einen Pizzicato-Ton von der Klarheit eines Andrés Segovia.“ Nachdem er zunächst durch virtuose Technik und Geschwindigkeit andere Bassisten hatte ausstechen wollen, wechselte er um das Jahr 1941 herum die Perspektive: „Plötzlich war ich es, nicht mehr der Bass, der spielte. Nun betrachte ich das Instrument nicht mehr als Instrument, wenn ich spiele.“ Ab da konnte er seine Art, den Kontrabass zu spielen, neu definieren und erlernte selbst eher sperrige, häufig den Vorgaben des Griffbrettes zuwiderlaufende Zeilen. In seinen Bands spielte er auch hin und wieder Piano. 1963 nahm er für Bob Thiele (Impulse! Records) sogar eine Soloplatte als Pianist auf.
Ab 1946 nahm er unter eigenem Namen Schallplatten als Bandleader auf, zunächst allerdings nur für kleinere kalifornische Labels. Erst ab 1951 erfuhren seine Plattenaufnahmen eine größere Verbreitung. Gemeinsam mit John LaPorta und Teo Macero gründete er 1953 den Jazz Composers Workshop, der Kompositionen seiner Mitglieder aufführte und dem sich später auch Teddy Charles anschloss. Zunächst erprobte Mingus mit dem Workshop und dessen Komponistenband Stücke von offenem, experimentellem Charakter. Dabei ignorierte er bewusst die Schubladen der Jazz-Stile. Er spielte sowohl mit Bebop-Musikern als auch mit solchen des Cool Jazz. Sehr bewusst wandte er sich auch der Tradition des Jazz zu und arbeitete 1954 mit Art Tatum. 1955 und 1956 forderte Mingus bei den Konzerten des Jazz Workshop im Cafe Bohemia das Publikum oft zu Diskussionen auf.
In seinen Combos, die auch in den 1960er Jahren noch als Jazz Workshop tituliert waren, spielten in der Regel ausgezeichnete Musiker. Dazu gehörten die Holzbläser Clifford Jordan, Eric Dolphy, John Handy, Jackie McLean, Shafi Hadi, Booker Ervin, Charlie Mariano, George Adams, die Trompeter Clarence Shaw, Ted Curson, Jack Walrath, die Posaunisten Jimmy Knepper, Britt Woodman, Willie Dennis und die Pianisten Mal Waldron, Jaki Byard, Jane Getz und Don Pullen.

### Wirken als Komponist
Seine Kompositionen sind Stücke des Modern Jazz mit teilweise starken Wurzeln in Gospel und Blues, die zum Teil auch Übergänge zur Neuen Musik darstellen. Zeit- und Stimmungswechsel sind in den Stücken regelmäßig vorgesehen. So erinnert sich Jimmy Knepper: „Die Band spielte einen oder zwei Akkorde. Seine Idee war es, sanft, einfach und mit viel Raum zu beginnen. Dann sollte das Ganze mehr und mehr komplex werden und zu einer Klimax kommen. Dann gab es irgendein Einsatzzeichen, und es folgte ein anderer Teil der Musik.“ Die Aufnahmen wurden hauptsächlich mit kleinen Combos (zum Teil mit Schwerpunkt auf Kollektivimprovisationen) eingespielt, seit 1960 auch von größeren Orchestern mit festeren Arrangements.
Der Durchbruch gelang 1956 mit dem Album Pithecanthropus Erectus und der Überwindung der Formensprache des konventionellen Jazz. Ein Besuch in dem mexikanischen Grenz- und Vergnügungsort Tijuana mit Dannie Richmond (wie er in seinen recht freizügigen Memoiren schildert) schlug sich in dem 1957 entstandenen Album Tijuana Moods nieder. Das abwechslungsreiche Album, in dem wie selbstverständlich ein Wechsel von Calypso-, Walzer und Vierer-Rhythmen stattfindet und auch Folkloremotive aufgegriffen und geschickt durchgeführt werden, veröffentlichte die Plattenfirma RCA Records erst im Jahr 1962.
1957 führte Gunther Schuller seine Komposition Revelations beim dritten Brandeis Festival auf. Weitere Höhepunkte sind die Alben Mingus Ah Um (1959) mit Hommagen an Duke Ellington, Lester Young und Charlie Parker, und Blues and Roots (aus demselben Jahr) mit einer Reverenz an die Methodisten-Gottesdienste, die seine Stiefmutter mit ihm regelmäßig besuchte (Wednesday Night Prayer Meeting). Auf dem Album Pre-Bird sind neben Billy Strayhorns Take The “A”-Train, dem als zweites Thema Exactly Like You untergeschoben wird, die Third-Stream-Ballade Eclipse und das stark strukturierte, großorchestrale Half-Mast Inhibition einerseits mit seinen Anklängen an Weill und die Spätromantik, andererseits einem schwungvollen Jazzwalzer besonders bemerkenswert. Half-Mast Inhibition bewertete Jazz-Kritiker Leonard Feather bereits 1965 als Meisterstück. Als weiteres zentrales Werk gilt die suitenartige, vom Werk Ellingtons beeinflusste Aufnahme von 1963 The Black Saint and the Sinner Lady, bei der u. a. Dick Hafer, Jaki Byard, Charlie Mariano und Jerome Richardson auf dem Sopransaxophon tragende Rollen spielen. Vielfach auf Platte dokumentiert ist die Europa-Tournee von 1964 mit Eric Dolphy, auf der Mingus regelmäßig seine Komposition Fables of Faubus spielte, das sein bekanntestes Statement zur Rassendiskriminierung darstellt.
Sein Spätwerk – nach Dannie Richmonds Rückkehr in die Band – weist mit der Produktion Changes One/Two mit dem Quintett um George Adams, Don Pullen und Jack Walrath und der Tournee 1975 (Auftritt auf dem Jazz Festival Montreux, DVD) noch einen weiteren Höhepunkt auf: 1977 entstand die auf Anhieb kommerziell erfolgreiche Platte Three or Four Shades of Blues mit den Gitarristen Philip Catherine und Larry Coryell.
Sein großorchestrales Werk Epitaph, das er 1962 als Townhall Concert nur unvollkommen realisieren konnte, wurde unter Leitung von Gunther Schuller nach dem Wiederauffinden und Rekonstruieren der Partitur 1989 in einer mustergültigen Fassung eingespielt.

### Pflege des kompositorischen Werks
Zwei Bands setzen Mingus’ Musik nach seinem Tod fort: ab 1982 die Mingus Dynasty, ab 1988 vor allem die Mingus Big Band, u. a. mit Randy Brecker, Lew Soloff, John Stubblefield, beide organisiert von seiner Witwe Sue Mingus. Einige der von Mingus noch skizzierten, aber nicht mehr zu seinen Lebzeiten aufgeführten Kompositionen wurden von beiden Bands erarbeitet und aufgeführt, wie auch seine letzte Komposition Harlene.
Erwähnenswert ist auch die Hommage von Joni Mitchell, aufgenommen mit Musikern wie Don Alias, Peter Erskine, Jaco Pastorius und Wayne Shorter von Weather Report und 1979 veröffentlicht unter dem Titel Mingus. Originell ist das Tributealbum des Produzenten Hal Willner von 1992, Weird Nightmare: Meditations on Mingus; für die Interpretation von Mingus-Kompositionen mit Jazz- und Rockmusikern wurde auch das ungewöhnliche Instrumentarium von Harry Partch herangezogen. Ein weiteres Projekt ist die Swedish Mingus Band (Siegmund Freud’s Mothers), geleitet von Lars Gulliksson.

### Anerkennungen und Preise
Im Jahr 1953 gewann Mingus Polls als Bassist. In den 1990er Jahren erhielt er zahlreiche postume Ehrungen, darunter 1995 eine Briefmarke der US-Post und 1997 den NARAS Lifetime Award.

## Kompositionen (Auswahl)
- Better Git It in Your Soul (Mingus Ah Um, 1959)
- The Black Saint and the Sinner Lady (1963)
- Boogie Stop Shuffle (Mingus Ah Um, 1959)
- Canon (Mingus Moves, 1973)
- Celia (East Coasting, 1957)
- Eclipse (Pre Bird, 1960)
- Fables of Faubus (Mingus In Stuttgart – The April 28 1964 Concert)
- Far Wells, Mills Valley (Mingus Dynasty, 1959)
- Free Cell Block F, ‘Tis Nazi USA (1974)
- Goodbye Pork Pie Hat (auch: Theme for Lester Young – Mingus Ah Um, 1959)
- Haitian Fight Song (The Clown, 1957)
- Harlene (Mingus Dynasty: The Next Generation ... 1991)
- I X Love (Mingus Mingus Mingus Mingus Mingus, 1963)
- Main Score (Epitaph, 1989)
- The Man Who Never Sleeps (1970)
- Meditations on Integration (Mingus at Monterey, 1964)
- Moods in Mango (Epitaph, 1989)
- Nouroog (A Modern Jazz Symposium of Music and Poetry, 1957)
- Opus 4 (Mingus Moves, 1973)
- O.P. – Tribute to Oscar Pettiford (1970)
- Orange Was the Colour of Her Dress Then Blue Silk (Mingus in Europe, Vol. 2, 1964)
- Peggy’s Blue Skylight (Tonight at Noon, 1961, ed, 1965)
- Percussion Discussion (Mingus at the Bohemia, 1955)
- Prayer for Passive Resistance (Pre-Bird, 1960)
- Reincarnation of a Lovebird (Mysterious Blues, 1960)
- Remember Rockefeller at Attica (Changes One, 1975)
- Revelations (Gunther Schuller/George Russell: Brandeis Jazz Festival. 1957)
- The Shoes of the Fisherman’s Wife Are Some Jive Ass Slippers (Let My Children Hear Music, 1971)
- Self Portrait/Chill of Death (Epitaph, 1989)
- Self-Portrait in Three Colors (Mingus Ah Um, 1959)
- Wednesday Night Prayer Meeting (Blues & Roots, 1959)
- Weird Nightmare (Pre-Bird, 1960)
- Ysabel’s Table Dance (Tijuana Moods, 1957)

- Siehe auch Liste der Lieder von Charles Mingus

## Aufnahmen (Auswahl)
- 1955: Mingus at the Bohemia (Debut/Prestige)
- 1956: Pithecanthropus Erectus
- 1957: The Clown (Atlantic)
- 1957/1962: Tijuana Moods (RCA)
- 1959: Mingus Ah Um (Columbia)
- 1959: Mingus Dynasty (Columbia)
- 1960: Pre-Bird (Mercury)
- 1960: Charles Mingus Presents Charles Mingus (Candid)
- 1963: The Black Saint and the Sinner Lady (Impulse)
- 1963: Mingus Mingus Mingus Mingus Mingus (Impulse)
- 1964: The Great Concert, Paris 1964 (Musidisc/Revenge)
- 1965/1966: Music Written for Monterey 1965, Not Heard... Played in Its Entirety at UCLA (JWS)
- 1971: Let My Children Hear Music (Columbia)
- 1974: Changes One (Atlantic)
- 1977: Three or Four Shades of Blues (Atlantic)
- 1977/1978 Cumbia & Jazz Fusion (Atlantic)

## Dokumentarfilme
| Filmtitel                               | Regisseur              | VÖ   | Länge   | Bemerkungen |
| --------------------------------------- | ---------------------- | ---- | ------- | --- |
| Mingus: Charlie Mingus 1968             | Thomas Reichman        | 1968 | 58 min. | 1966 porträtierte Thomas Reichman (1944–1975) Charles Mingus und seine fünfjährige Tochter in seinem New Yorker Apartment und interviewte ihn zu verschiedenen Themen. |
| Charles Mingus: Triumph of the Underdog | Don McGlynn            | 1998 | 78 min  | Biographisches Porträt mit Auftritten von Charles Mingus, Sue Mingus, Gunther Schuller, Duke Ellington, Jack Walrath und weiteren Musikern.                            |
| Mingus on Mingus                        | Kevin Ellington Mingus | 2014 |         | Filmprojekt des Mingus-Enkels und Bassisten über seinen Großvater. |